# Lovön
Lovön is een Zweeds eiland en ligt in het Mälarmeer ten westen van Stockholm. Het behoort tot de gemeente Ekerö.
De grootste attractie is het Slot Drottningholm en de vele openbare tuinen. Het complex werd in 1580 gebouwd.